# Steffen Wesemann
Steffen Wesemann (* 11. März 1971 in Wolmirstedt) ist ein ehemaliger deutsch-Schweizer Radrennfahrer.

## Karriere
Seinen ersten Meistertitel gewann er 1988 im Mannschaftszeitfahren der Klasse Jugend A bei den Titelkämpfen des Radsportverbandes der DDR. Er siegte 1990 zum Saisonauftakt im Rennen Berlin–Bad Freienwalde–Berlin. 1991 gewann er die Berliner Etappenfahrt. Wesemann begann seine Profikarriere nach Siegen bei der Niedersachsen-Rundfahrt und der Friedensfahrt im Jahre 1993 beim deutschen Radsportteam Telekom, bei dem er bis Ende 2006 beschäftigt war.
Wesemann galt als Klassikerspezialist, da er bei den Frühjahrsrennen in Belgien und Frankreich am erfolgreichsten war. Aber auch kürzere Etappenrennen lagen ihm, so gewann er die Friedensfahrt als einziger Fahrer insgesamt fünf Mal. Sein grösster Erfolg war der Sieg bei der Flandern-Rundfahrt 2004 im Spurt einer dreiköpfigen Spitzengruppe.
Seit dem 19. September 2005 ist Wesemann Schweizer Staatsbürger. Er gab seine deutsche Staatsbürgerschaft ab und startete bei der Strassen-Radweltmeisterschaft 2005 für die Schweizer Nationalmannschaft.
Im Jahr 2007 erreichte er bei dem Rennen Paris–Roubaix einen dritten Platz. Er konnte aufgrund einer Wildcard mit seinem zweitklassigen Team Wiesenhof-Felt an dem Rennen teilnehmen.
In der Saison 2008 fuhr Wesemann für Cycle Collstrop. Nach der Saison beendete er seine aktive Laufbahn. Später wurde er beruflich als LKW-Fahrer tätig.

## Familie

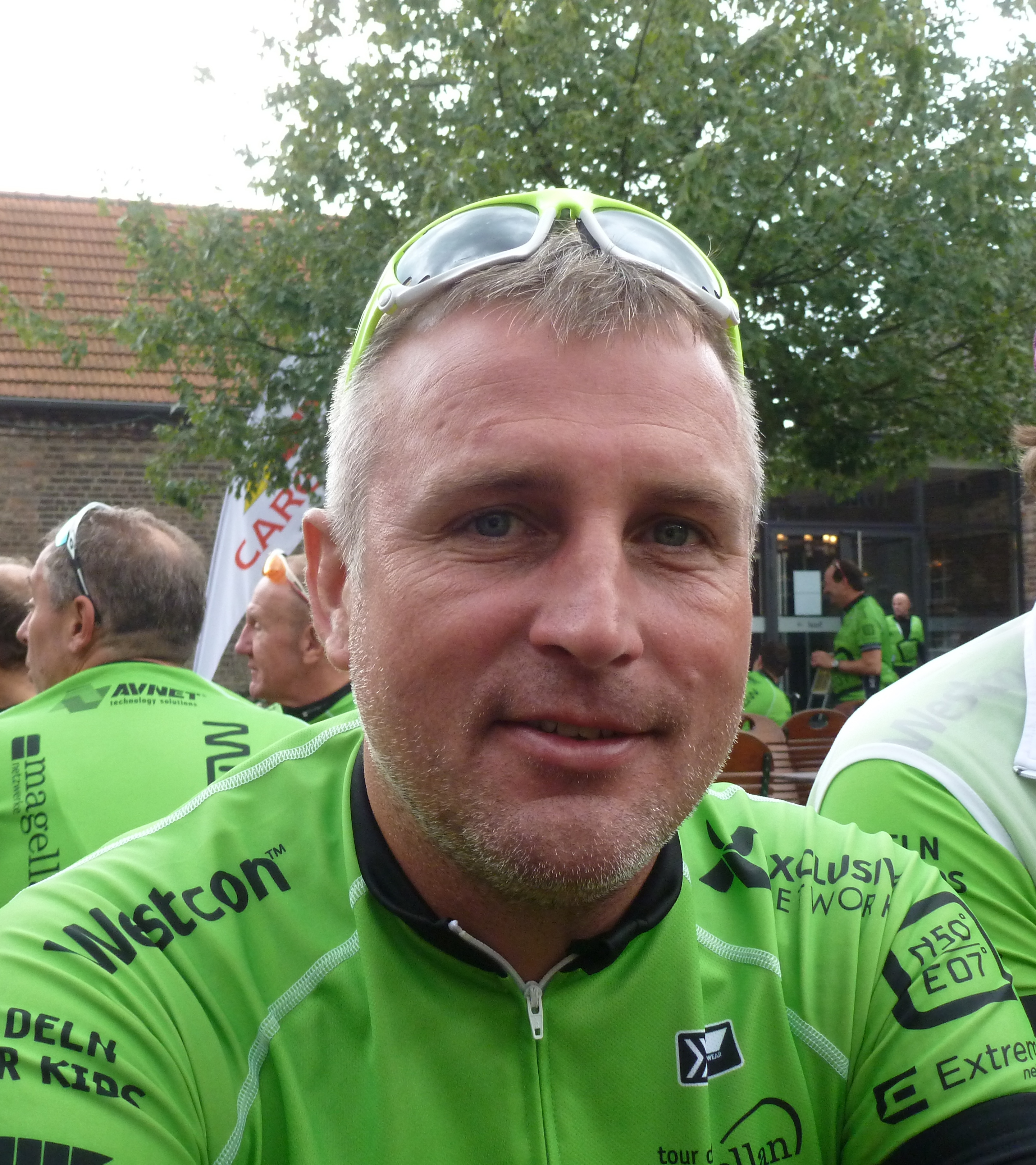
Steffen Wesemann (2014)

Steffen Wesemann ist der Sohn des ehemaligen Radrennfahrers und DDR-Meisters im Strassenrennen Wolfgang Wesemann. Er ist verheiratet und lebt mit Frau und einem Kind in Küttigen in der Schweiz.

## Erfolge (Auswahl)
1992
- Gesamtwertung Internationale Friedensfahrt

1993
- eine Etappe Katalanische Woche

1996
- Gesamtwertung Internationale Friedensfahrt

1997
- Gesamtwertung Internationale Friedensfahrt

1999
- Gesamtwertung Internationale Friedensfahrt

2000
- Rund um Köln

2003
- Gesamtwertung Internationale Friedensfahrt

2004
- Flandern-Rundfahrt